# Ptychohyla macrotympanum
Ptychohyla macrotympanum är en groddjursart som först beskrevs av Tanner 1957.  Ptychohyla macrotympanum ingår i släktet Ptychohyla och familjen lövgrodor. IUCN kategoriserar arten globalt som akut hotad. Inga underarter finns listade i Catalogue of Life.